# Zakaria Bencherifa
Zakaria Bencherifa (en arabe : زكرياء بن شريفة) est un footballeur algérien né le 8 septembre 1991 à Alger. Il évolue au poste d'arrière gauche à l'ES Ben Aknoun.

## Biographie
Il évolue en première division algérienne avec son club formateur le CR Belouizdad, le MO Béjaïa, la JS Saoura et l'AS Aïn M'lila. Il dispute 70 matchs en inscrivant quatre buts.

## Palmarès
JS Saoura
- Championnat d'Algérie :
  - Vice-champion : 2017-18.